# Bitwa pod Schleiz
Bitwa pod Schleiz – miała miejsce 9 października 1806 roku w Schleiz na terytorium Niemiec pomiędzy prusko–saksońską dywizją pod dowództwem Bogislava Tauentziena a częścią I korpusu armii francuskiej Jeana Baptiste’a Jules’a 
 Bernadotte’a dowodzonej przez Jeana-Baptiste’a Droueta d’Erlona. Było to pierwsze starcie w wojnie z IV koalicją antyfrancuską, będącą częścią wojen napoleońskich. Podczas gdy cesarz Napoleon ze swoją Wielką Armią posuwał się na północ przez Las Frankoński, uderzył w lewe skrzydło armii Królestwa Prus i Elektoratu Saksonii, które były rozciągnięte na długim froncie. Schleiz jest położone 30 km na północ od Hof i 145 km na południowy zachód od Drezna na skrzyżowaniu dróg 2 i 94.
Na początku bitwy część dywizji Droueta starła się z wysuniętymi jednostkami Tauentziena. Kiedy Tauentzien uświadomił sobie siłę atakujących wojsk francuskich rozpoczął taktyczny odwrót swojej dywizji. Joachim Murat przejął dowodzenie nad swoimi jednostkami i rozpoczął agresywny pościg. Jeden z pruskich batalionów został odcięty na zachodzie i praktycznie zniszczony. Prusacy i Saksończycy wycofali się na północ, osiągając tego samego wieczora miasto Auma.

## Przyczyny
Przyczyny bitwy są w całości podane w artykule IV koalicja antyfrancuska.

## Bitwa

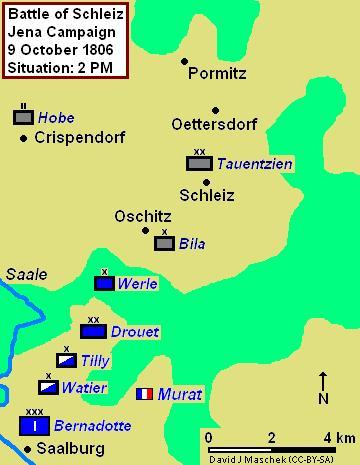
Bitwa pod Schleiz, 9 października 1806 r. godz. 14:00

9 października nastąpiło pierwsze starcie pomiędzy wojskami Bernadotte’a a Tauentziena niedaleko lasu Oschitz (pasu sosen, który leży na południe od Schleiz). Bernadotte rozkazał generałowi brygady François Werlému oczyścić las po prawej stronie, w czasie gdy dywizja Droueta uderzała na Schleiz. W gęstych lasach piechota poruszała się naprzód, podczas gdy regiment Watiera szedł za nią. Awangarda wojsk Werlégo zajęła las, ale została zatrzymana przez pruskie siły generała majora Rudolfa Ernesta Christopha von Bila.
O 14:00 Francuzi przybyli w większej sile i Tauenzien zdecydował się na opuszczenie Schleiz. Pruska dywizja wycofywała się z powrotem na północ osłaniana przez Bila i jego batalion piechoty oraz jeden i pół regimentu kawalerii. Drouet zaatakował Schleiz o 16:00 i wyparł ostatnich Prusaków z miasta. Na północ od miasta Murat zaatakował ariengardę 4 regimentem huzarów, ale ten atak został odparty przez pruską kawalerię. Wsparty przez 5 regiment szaserów ze wsparciem piechoty Murat ponownie zaczął naciskać oddziały Bili aż do lasu na północ od Oettersdorfu.
Wcześniej Tauentzien wysłał oficera o nazwisku Hobe z jednym batalionem, jednym szwadronem i dwoma działami do Crispendorf około 6 km na zachód od Schleiz. Hobe miał za zadanie pilnować prawej flanki oraz utrzymywać komunikację z kawalerią Schimmelpfenniga w Pößneck. Kiedy Tauenzien zaczął się wycofywać, oddział Hobe wycofał się na północny wschód, aby połączyć się z powrotem ze swoją dywizją. W lesie niedaleko Pörmitz, wiosce odległej o 4 km na północ od Schleiz, oddział został otoczony przez kawalerię Murata i jeden z batalionów Droueta. Zaatakowany w bagnistym lesie oddział został bardzo pobity i stracił jedno ze swoich dział. Większość ze strat w bitwie pochodziła z nieszczęśliwego oddziału Hobego. Prusacy i Saksończycy stracili 12 oficerów i 554 żołnierzy zabitych, rannych, pojmanych i zaginionych oraz jedno działo. Francuskie straty są nieznane i prawdopodobnie były lekkie.

## Rezultat
Tauentzien wycofał się do Aumy, gdzie jego zmęczone i głodne oddziały obozowały o 19:00. Połączone z siłami saksońskimi pod dowództwem generała kawalerii Hansa Gottloba von Zeschwitza siły koalicji liczyły w Aumie 16 400 ludzi. Tego wieczora Boguslawski i jego 3000 ludzi byli dalej w Neustadt an der Orla i Schimmelpfenniga 600 kawalerzystów pozostawało w Pößneck. Dywizja księcia Ludwika Ferdynanda Hohenzollerna w sile 8000 ludzi utrzymywała Saalfeld/Saale na zachodzie. Hohenlohe miał 8000 ludzi w Orlamünde na południe od Jeny.
Reszta pruskiej armii była rozciągnięta na zachód. Brunswick z główną siłą był w Erfurcie. Ruchel stacjonował dalej na zachód niedaleko Gothy, a Blucher w Eisenach. Generał Karol August z Saksonii-Weimaru-Eisenach prowadził 11 000 ludzi z awangardą w Schmalkalden i oddziałem generała Christiana Ludwiga von Winninga w Vacha. Książę Eugeniusz Fryderyk Wirtemberski i jego rezerwa znajdowali się daleko na północ pomiędzy Magdeburgiem i Halle.
Kiedy Hohenlohe dowiedział się o starciu w Schleiz, rozkazał swoim oddziałom lewego skrzydła zebrać się w Rudolstadt i Jenie przed marszem na wschód w celu wsparcia Tauentziena i Saksończyków. Jednak Brunswick odmówił wykonania tego manewru, dlatego Hohenlohe go zawiesił. W międzyczasie Hohenlohe wysłał niejasny rozkaz do Ludwika Ferdynanda Hohenzollerna, który został źle zrozumiany przez księcia jako rozkaz obrony Saalfeld/Saale. Bitwa pod Saalfeld miała miejsce następnego dnia na lewej flance frontu Lanesa.